# Sidi Amar
Sidi Amar (franska: Sidi Amar (CR), Sidi Amar (Commune Rurale), arabiska: زايدة) är en kommun i Marocko.   Den ligger i provinsen Khénifra och regionen Béni Mellal-Khénifra, i den nordöstra delen av landet, 150 km sydost om huvudstaden Rabat. Antalet invånare är 2 762.